# Janez Pečar
Janez Pečar, slovenski pravnik, kriminolog in penolog, *11. februar 1924, Ljubljana - jan./feb. 2021.
Diplomiral je leta 1957 na Pravni fakulteti v Ljubljani in tam 1965  tudi doktoriral. Iz kriminologije se je 1965/66 izpopolnjeval na pensilvanski državni univerzi v ZDA. Do leta 1961 je delal v organih za notranje zadeve, nato pa do upokojitve 1993 na Inštitutu za kriminologijo pri Pravni fakulteti Univerze v Ljubljani, ki ga je 1972 - 93 tudi vodil kot direktor. Od 1978 je bil redni profesor za kriminologijo in predaval na več fakultetah. 1968 - 93 je bil odgovorni urednik Revije za kriminalistiko in kriminologijo. V svojih delih opozarja na široko razprostranjenost družbenega nadzorovanja med ljudmi, ki pa ga ne opravljajo samo uradne ustanove (Formalno nadzorstvo, 1988; Politična ideologija in formalno nadzorstvo, 1989; Neformalno nadzorstvo, 1991; Institucionalizirano nedržavno nadzorstvo, 1992).

## Odlikovanja in nagrade
Leta 2001 je prejel srebrni častni znak svobode Republike Slovenije z naslednjo utemeljitvijo: »za življenjsko delo na področju kriminologije, družbenega nadzorstva in oblikovanja sodobne policijske dejavnosti«.